# Castillo de Sancti Petri
El castillo de Sancti Petri es una fortificación de carácter defensivo situada en el islote de Sancti Petri en la desembocadura del caño de Sancti Petri, en el término municipal de San Fernando.
Formaba parte de la línea de fortificaciones que protegían la entrada del caño de Sancti Petri, brazo de mar que desemboca frente al islote, junto a las baterías defensivas de la punta del Boquerón (la batería de Urrutia, la batería de San Genís y la batería de Aspiroz), formando un conjunto de importancia estratégica y militar para la zona. La torre-atalaya es la construcción más antigua (1610). El resto de la construcción, las murallas y el interior del recinto, datan del siglo XVIII. Aunque existe constancia de asentamiento humano en este entorno de época muy anterior conocido como Templo de Hércules Gaditano o de Hércules-Melkart.

## Descripción

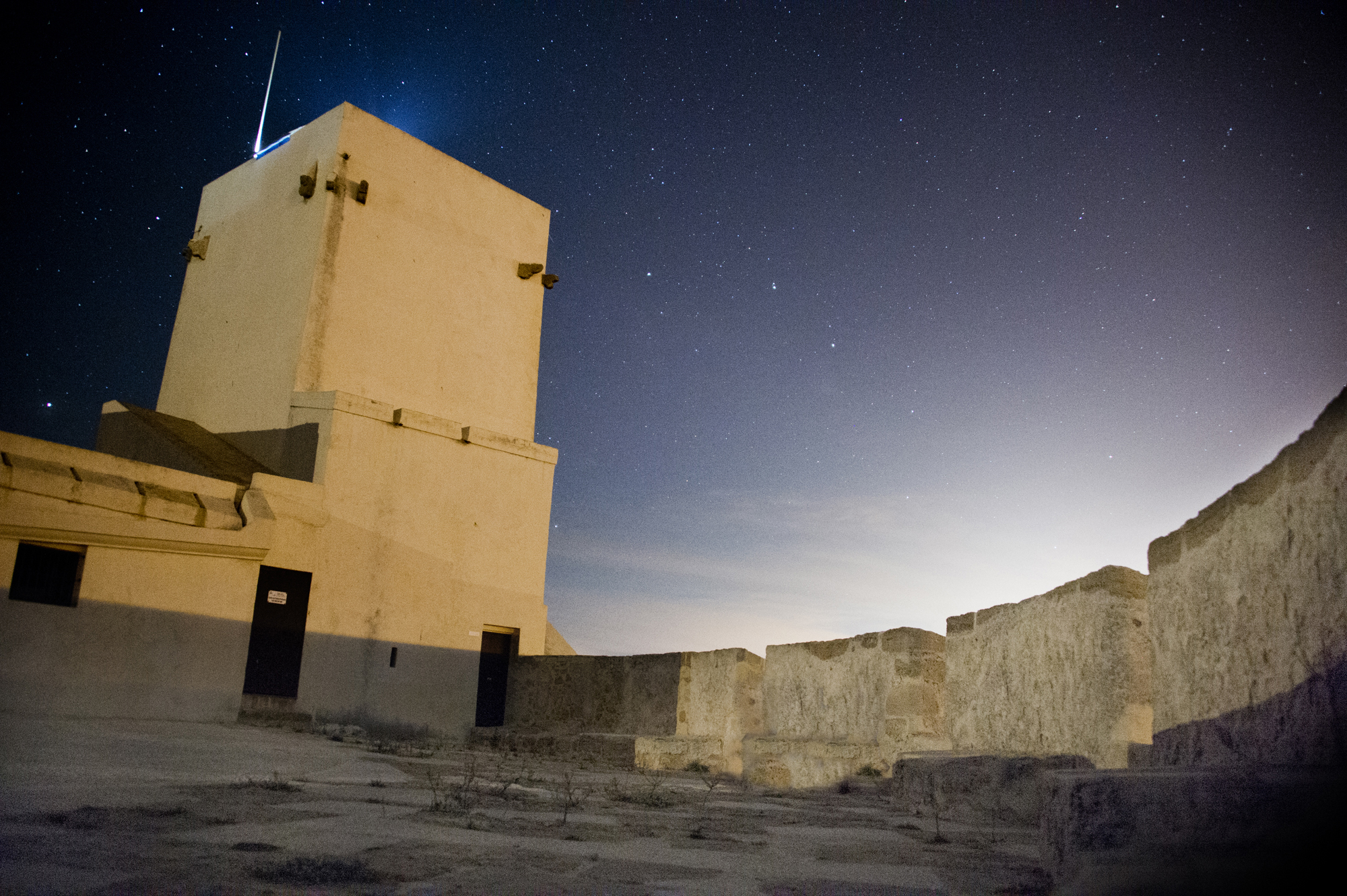
Visión nocturna de la batería este y torre del castillo de Sancti Petri. En los ángulos de la torre pueden apreciarse los deteriorados matacanes.

El castillo de Sancti Petri ocupa la mayor parte del islote y se caracteriza por su trazado irregular, del que tan solo sobresale la torre, y por el uso de piedra ostionera en su construcción, muy común en la zona. De hecho, existen canteras en el arrecife circundante, en los acantilados aledaños a la playa de la Barrosa y en Roche. La torre es la construcción del conjunto más sobresaliente, debido a su mayor altura. Cuenta con una planta cuadrangular y ha sido adaptada para poseer un faro en su parte superior. La presencia de matacanes en sus ángulos sugiere que se construyó con anterioridad al resto del conjunto, que data del último tercio del s. XVIII, según lo sugiere una inscripción en uno de los brocales de la cisterna que existe al pie de la torre. Las murallas se extienden de norte a sur, están adaptadas en altura y grosor a su función (no fue pensada para evitar y resistir un desembarco en el islote, sino para abrir y recibir fuego de naves enemigas). Su traza es recta, excepto en la batería que bordea a la torre por la cara este, que forma un semicírculo. La mayor parte de las dependencias militares, entre ellas la torre, están en la parte septentrional, aunque en la meridional también se encuentran algunas dependencias y baterías.

## Función militar
La primitiva construcción se limitaba a una torre atalaya, mandada construir, como otras existentes en la zona (torre Bermeja, torre del Puerco o torre de Castilnovo), para el avistamiento de naves de piratería berberisca, a fin de prevenir a la población. Formó parte así del sistema de torres de vigilancia costera ordenado por Felipe II en el siglo XVI.
De la torre-atalaya destaca su corpulenta base tronco-trapezoidal con muros de mampostería de varios metros de grosor en su base que permiten sostener la altura de la torre en ausencia de cimientos y aun resistir fuertes impactos de artillería. Cabe destacar los restos de matacanes en los ángulos superiores de la torre, elementos sustentantes voladizos diseñados para sostener primitivas piezas de artillería tales como bombardas. Estructuras similares pueden encontrarse en la torre de los Picos en la Alhambra granadina.
La posterior construcción del siglo XVIII incorporó las murallas y el resto del recinto. El castillo de Sancti Petri se fortifica con el objetivo de evitar un posible desembarco de tropas enemigas (en especial británicas, francesas y neerlandesas) en las playas cercanas (punta del Boquerón, playa de Camposoto y playa de la Barrosa), y para evitar la penetración de naves a través del caño de Sancti Petri o su avance hacia Cádiz. Para ello era apoyado desde tierra por las tres baterías defensivas situadas en la punta del Boquerón (la batería de Urrutia, la batería de San Genís y la batería de Aspiroz) y por otra actualmente inexistente que estaba situada en el antiguo poblado de Sancti Petri en la orilla de levante del caño y perteneciente al término de San Fernando.

## Historia

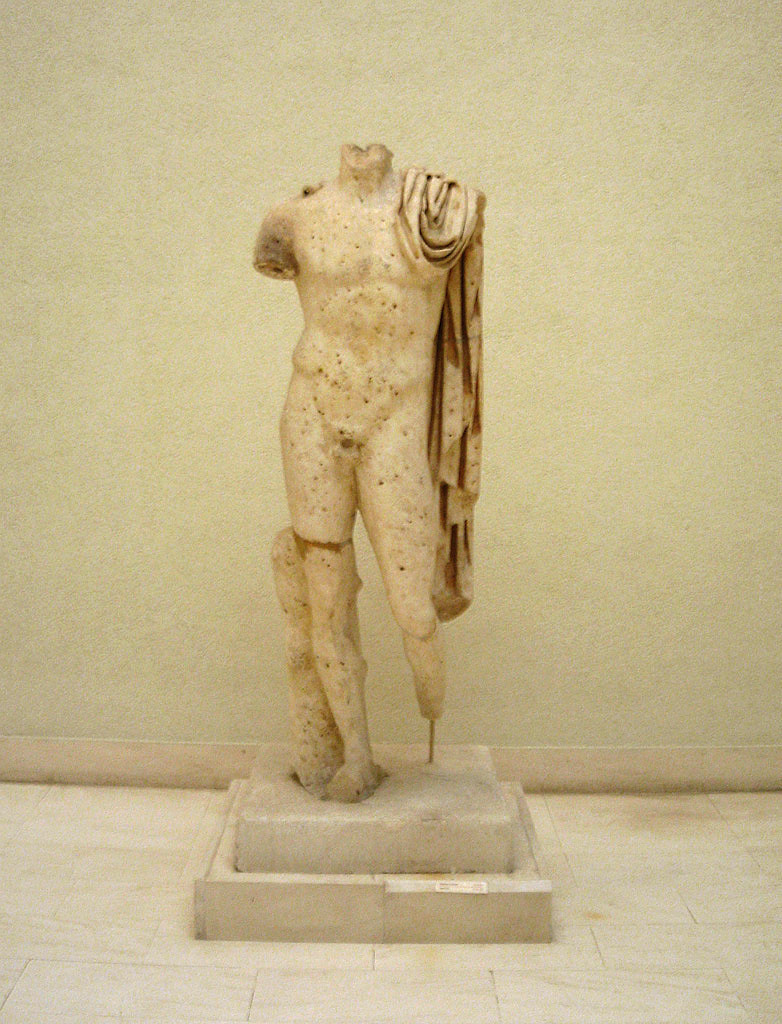
Estatua de un emperador divinizado.

### Templo de Hércules Gaditano
El islote de Sancti Petri se sitúa en la desembocadura meridional del caño de Sancti Petri, del que recibe su nombre. Antiguamente estaba unido a la isla de Cádiz por una vía que hoy no existe debido a la acción del mar, existiendo todavía vestigios de dicha unión.
Según la tradición, fueron los tirios quienes fundaron Gadeira en tiempos de la guerra de Troya, es decir, en el siglo XII a. C., pero esto es una manera de indicar su gran antigüedad. Modernamente se sitúa la fundación entre los siglos X y IX a. C. La ciudad fue construida en la parte occidental y junto a ella, en su parte oriental, se erigió un templo dedicado a Melkart, dios protector de navegantes y comerciantes, en cuya entrada, según Estrabón, los navegantes ofrecían sus sacrificios. Griegos y romanos identificaron a Melkart con el semidiós Heracles o Hércules.
El templo, probablemente, estaba formado por un conjunto de diversos edificios, de los cuales el santuario se ubicaba un amplio patio abierto y en cuya puerta se encontraban dos grandes columnas. Estas pueden identificarse con las famosas puertas que representaban, repujados en bronce, una serie de imágenes que los viajeros griegos consideraban que representaban los trabajos de Hércules.
El templo llegó a ser considerado uno de los más importantes santuarios de la Antigüedad, el geógrafo Pomponio Mela, aseguraba que en él se encontraban los restos del propio Hércules, lo que aumentaba el prestigio del santuario. Diversas fuentes históricas afirman que numerosos personajes lo visitaron, entre ellos Aníbal Barca, quien llegó a la isla para hacer votos al dios antes de partir hacia la guerra contra Roma, o Julio César, el cual, una vez en el templo, llegó a soñar sus victorias justo después de haber lamentado ante el busto de Alejandro Magno el haber llegado a la edad del macedonio sin haber alcanzado logros.
Fue en época de Trajano cuando el templo alcanzó su máximo esplendor, encontrándose numerosas estatuas de la época en la zona, los cuales indican la importancia del lugar sagrado. Vestigios de esta época, rescatados de forma accidental de las aguas circundantes, pueden contemplarse hoy en día en el Museo de Cádiz; entre ellos puede destacarse la escultura thoracata de un emperador, en bronce, datada a finales del siglo I o comienzos del siglo II. Su decadencia comenzó en el siglo IV, con el reconocimiento del cristianismo como religión oficial del Imperio, perdiendo su pasada grandeza por completo durante el dominio visigodo.
A partir de este momento empezó a sufrir ataques y destrucciones, la acción del mar, la explotación de canteras de piedra ostionera y sucesivas ocupaciones que sobre él provocaron prácticamente la desaparición del santuario, quedando de él algunos indicios arqueológicos, pese a ello no se ha realizado ninguna excavación arqueológica seria en la zona. La destrucción final del recinto queda recogida en una crónica medieval traducida por Claudio Sánchez Albornoz en la que se afirma que fue arrasado durante las invasiones almorávides.
No obstante no hay evidencias que permitan identificar al sitio del actual castillo con el mencionado templo de Hércules-Melkart. Los documentos no indican que el santuario estuviese ubicado en el actual islote de Sancti Petri, aunque si en sus cercanías, ya que la morfología del litoral circundante ha cambiado notablemente desde la Antigüedad.

### El castillo actual
En el siglo XIII, el almirante genovés Benedetto Zaccaria construyó una torre en el islote, durante la reconquista de Cádiz.

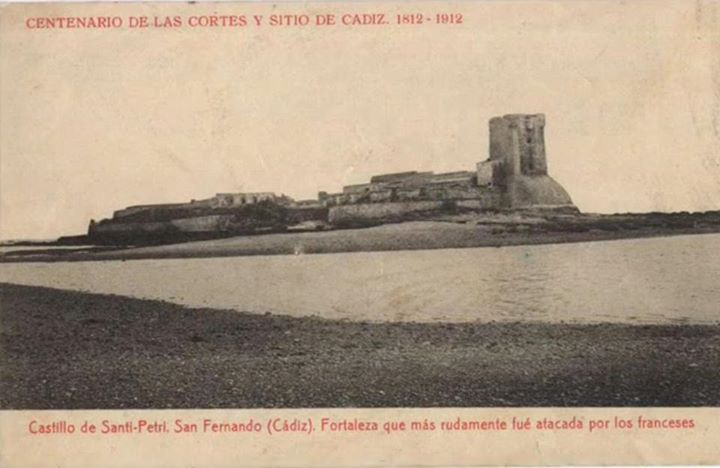

El castillo es un conjunto de edificaciones levantadas a partir del siglo XVI y sobre todo del siglo XVIII, como baluarte defensivo contra los ataques de piratas, poco antes de ser duramente bombardeado por el ejército francés de 1810 a 1812 durante la Guerra de la Independencia. Durante estos años fue usado ocasionalmente como prisión como lo atestiguan los informes secretos del marqués de Villel a Martín de Garay en 1809 en los que hay referencias a varios presos políticos en él recluidos. Posteriormente en 1823 durante el segundo bloqueo francés fue el escenario de frecuentes escaramuzas siendo brevemente ocupado por los franceses.
Su funcionalidad no es solo turística, ya que en 1918 se instaló en la torre del homenaje un faro eléctrico que, además de servir de baliza al islote, actúa de recalada para la entrada al caño donde se encuentra el puerto deportivo. Sumamos a esto que en la terraza del faro existe un vértice de la red geodésica nacional, situado en el eje geométrico de la cúpula acristalada que protege el equipo óptico del faro. En el año 2010 culminaron las obras de restauración que cambiaron el aspecto ruinoso del baluarte.
Chiclana de la Frontera y San Fernando entraron en litigio judicial puesto que ambas consideraban que el islote formaba parte de su término municipal. En 2005 el Tribunal Superior de Justicia de Andalucía da la razón a San Fernando, que ya lo incluyó en su PGOU en 1992.

### Protección
Fue declarado Bien de Interés Cultural con la categoría de Monumento. Bajo la protección de la Declaración genérica del Decreto de 22 de abril de 1949, y la Ley 16/1985 sobre el Patrimonio Histórico Español. En 1993 la Junta de Andalucía otorgó un reconocimiento especial a los castillos de la comunidad autónoma de Andalucía.

### Rehabilitación

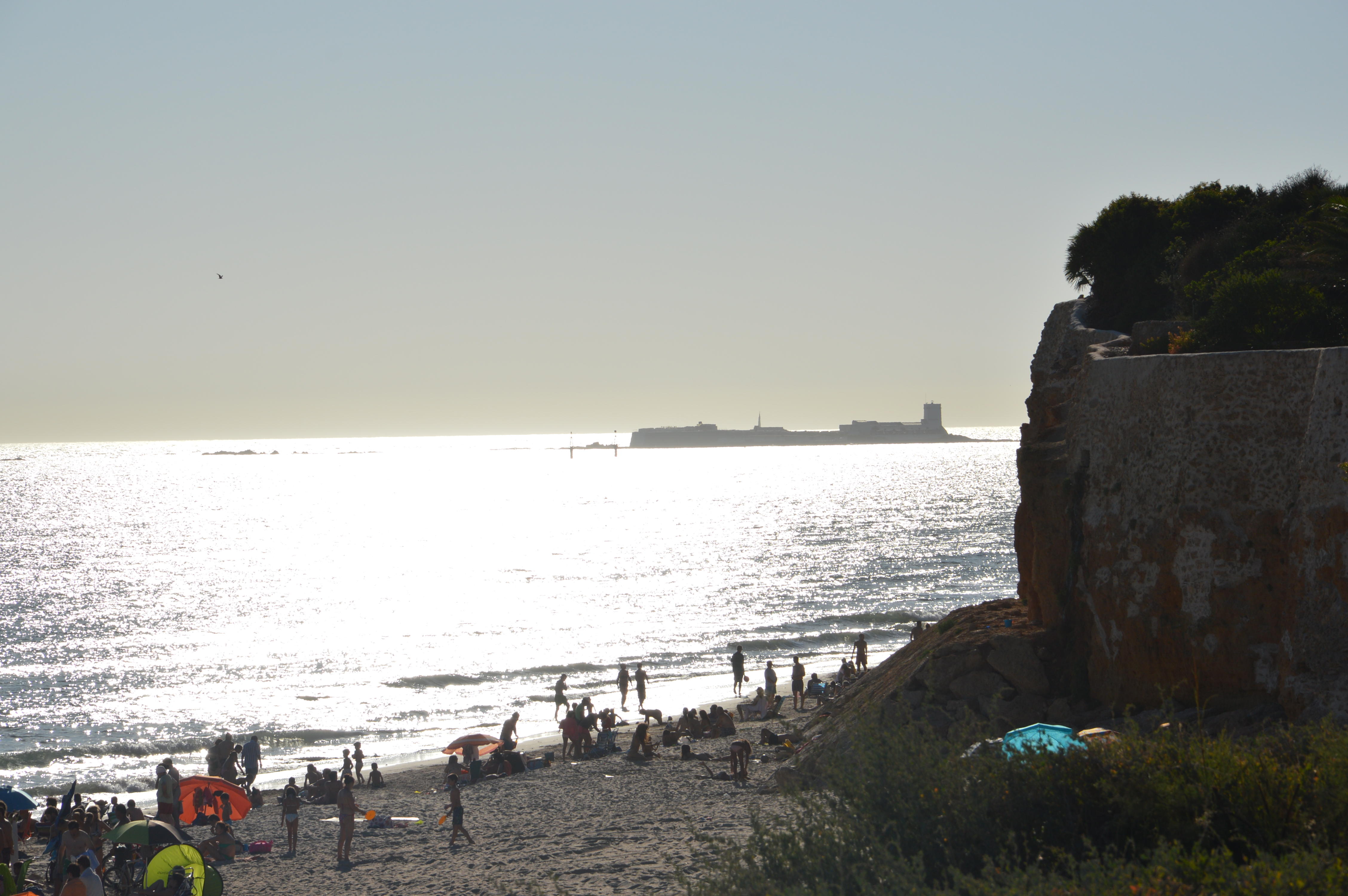
Vista del castillo de Sancti Petri desde la playa de la Barrosa, julio de 2013.

El castillo se encontraba en un avanzado estado de deterioro, debido en parte a la acción de la naturaleza y en parte al abandono que ha sufrido en las últimas décadas, por lo que la Junta de Andalucía llevó a cabo una ambiciosa rehabilitación. Con motivo de la celebración del Bicentenario de las Cortes de Cádiz el castillo de Sancti Petri fue rehabilitado, en una obra adjudicada por el Ministerio de Medio Ambiente y Medio Rural y Marino a las empresas Acciona y Freyssinet. La obra contó con un presupuesto de 3.671.000 euros y se terminó en marzo de 2010, fecha a partir de la cual el castillo queda abierto para el público. A propósito de la restauración hay una cierta polémica con el color escogido entre los que prefieren el color natural de la piedra al que tiene actualmente.

Los estudios previos al inicio de la intervención incluyeron:
- Análisis de los criterios de intervención en estructuras pertenecientes a patrimonio
- Estudio de los antecedentes históricos
- Trabajos topográficos y batimétricos
- Auscultación y levantamiento de daños
- Estudio climático
- Caracterización mecánica de los materiales empleados
- Caracterización petrográfica de los materiales empleados
- Estudio de dinámica del litoral
- Dimensionamiento del pantalán
- Estudio del plan de puntos de Inspección

Por desgracia la restauración no se realizó con el respeto debido a la estructura y técnicas constructivas originales. En este sentido hay que destacar la omisión de las técnicas de enlucido y encalado originales que ha resultado en la destrucción parcial de las inscripciones y dibujos incisos del siglo XVIII que en diversos puntos del castillo permanecían perfectamente conservados previamente a la intervención. También son de lamentar la destrucción de un muro de piedra ostionera y mampostería en el sector noroeste, la construcción de un pantalán macizo de hormigón (55 metros de largo por 6 de ancho) y la reconstrucción, sin respeto a la traza original, del sector sur. Estos factores inducen a valorar la intervención como polémica, si no lamentable.